# Самсон (богатырь)
Самсон (Самсон Самойлович, Саксон) — персонаж русских былин, богатырь, глава киевской богатырской дружины, предшествовавший в этом статусе Илье Муромцу.
В некоторых версиях былин носит христианское имя Самсон Самойлович. В других версиях носит имя Саксон и отчество Колыбанович или Колыванович.
Упоминается в былине «Камское побоище» в качестве главы киевских богатырей. По приказу князя Владимира собрал богатырей и повёл их в поход против Идолища Поганого, но потерпел поражение. В некоторых версиях былины образ Самсона был вытеснен образом Ильи Муромца. Также упоминается в былинах «Илья Муромец и Калин-царь», где называется атаманом богатырской заставы на Днепре, и в былине «Подсокольничек». Обладал необыкновенной физической силой, имел семь золотых (или «ангельских») волос на голове. Называется крёстным отцом Ильи Муромца.
Фольклористы В. Ф. Миллер и А. В. Марков в начале XX века предположили, что образ Самсона, потерпевшего поражение в битве, основан на реальном прототипе — некоем новгородском предводителе Самсоне Колыванове, потерпевшем в 1357 году поражение в Югре от местных туземцев. Также возможными прототипами образа Самсона по мнению исследователей являлись претендент на венгерский престол Борис Коломанович и его сторонник граф Самсон, действовавшие в середине XII века.
Имя отца богатыря некоторыми исследователями выводилось из финно-угорских языков (Колыван = эстонский Калев или Калевипоэг), другие видели в этом имени византийский след (Кало-Иоанн или Калоян) или соответствие венгерскому отчеству Коломанович.